# Ga Kita-Jūhachi-Jō
Ga Kita-Jūhachi-Jō (北18条駅) là ga Tàu điện ngầm đô thị Sapporo ở Kita, Sapporo, Hokkaidō, Nhật Bản. Nhà ga được đánh số N04.

## Bố trí ga
| G                                 | Mặt đất                                                  | Lối vào/Lối ra                    |
| Sân ga                            | Sân ga cạnh, cửa sẽ mở ở bên trái                        | Sân ga cạnh, cửa sẽ mở ở bên trái |
| Sân ga 1                          | Tuyến Namboku đi N05 Kita-Jūni-Jō (Hướng đi Makomanai) → |                                   |
| Sân ga 2                          | ← Tuyến Namboku đi N03 Kita-Nijūyo-Jō (Hướng đi Asabu)   |                                   |
| Sân ga cạnh, cửa sẽ mở ở bên trái |                                                          |                                   |

## Xung quanh nhà ga
- Quốc lộ 5, (đến Hakodate)
- Đồn cảnh sát Higashi
- Đại học Hokkaido
- Đại học Phụ nữ Fuji, Kita-Jūroku-Jō

## Lịch sử
Nhà ga mở cửa vào ngày 16 tháng 12 năm 1971 cùng với thời điểm khai trương Tuyến Namboku từ Ga Makomanai đến Ga Kita-Nijūyo-Jō.